# The Thirty Nine Steps
The Thirty Nine Steps (39 escalones en España y Los 39 escalones en Hispanoamérica) es una película de suspenso británica de 1978 dirigida por Don Sharp y protagonizada por Robert Powell, David Warner y Eric Porter.
Es la tercera adaptación de la novela del mismo nombre de espías e intrigas de John Buchan de 1915, ambientada poco antes del estallido de la Primera Guerra Mundial. Las otras dos adaptaciones de esa novela se hicieron en 1935 y 1959 respectivamente. Además se hizo otra más tarde en 2008. También cabe destacar, que la primera adaptación de 1935 fue hecha por Alfred Hitchcock, la cual también es considerada la mejor de todas las adaptaciones.

## Argumento
El coronel Scudder es un espía británico. Un día él descubre, que existe un complot para asesinar al primer ministro griego durante su visita a Londres, algo que provocará una crisis en los Balcanes y probablemente conducirá a una guerra en Europa. Cuando se ve perseguido por agentes enemigos decididos a matarlo por lo que sabe y para apoderarse de las pruebas que tiene contra ellos, Scudder busca refugio en el apartamento de un vecino de su edificio, Richard Hannay.
Hannay es un ingeniero de minas de Sudáfrica que visita Londres. Aun así, tras investigar sabiamente sus antecedentes de antemano, Scudder cree que es digno de confianza y que se puede también confiar en él para que lo ayude. Todo lo que necesita son 24 horas para esconderse de los hombres que intentan matarlo. Hannay está de acuerdo, pero, inseguro de si Scudder está diciendo la verdad, toma la fatal precaución de quitar las balas del arma de su invitado.
Cuando Scudder sale del apartamento, lo reconocen y lo siguen hasta la estación de tren, donde está a punto de encontrarse con Hannay. Sin embargo sus perseguidores lo consiguen apuñalar y, según las docenas de testigos, parece que Hannay es el responsable. Esto desencadena una cacería humana, ya que Hannay escapa en tren a Escocia, perseguido por la policía, que intenta arrestarlo, y por los espías enemigos, decididos a matarlo y a apoderarse del valioso cuaderno de notas de Scudder.

## Reparto
| Actor            | Personaje            |
| ---------------- | -------------------- |
| Robert Powell    | Hannay               |
| David Warner     | Sir Edmund Appleton  |
| Eric Porter      | Lomas                |
| Karen Dotrice    | Alex                 |
| John Mills       | Scudder              |
| George Baker     | Sir Walter Bullivant |
| Ronald Pickup    | Bayliss              |
| Donald Pickering | Marshall             |
| Timothy West     | Porton               |
| Miles Anderson   | David                |

## Producción
La película fue rodada en el Reino Unido. Se filmó en Londres, Worcestershire y en Escocia. En Escocia se filmaron las escenas en varios lugares de Dumfries y Galloway.

## Recepción
La película fue, después de la de Hitchcock, la más exitosa de todas las adaptaciones. También llevó a la creación de una serie llamada Hannay, también protagonizada por Robert Powell.
Hoy en día la película ha sido valorada en el Internet en el portal cinematográfico IMDb. Con aproximadamente 2800 votos registrados al respecto, la obra cinematográfica obtiene en ese portal una media ponderada de 6,6 sobre 10. En cuanto a Rotten Tomatoes, los más de 100 votos registrados en el portal dieron al filme una valoración media de 3,4 de 5. También cabe destacar, que en La Vanguardia el 66 % de los usuarios registrados allí le dieron una valoración positiva.